# Elección de la Cámara de Consejeros de Japón de 2025
La 27.ª elección de los miembros de la Cámara de Consejeros (第27回参議院議員通常選挙 Dai-nijūnanakai Sangiin giin tsūjō senkyo?) o cámara alta de la Dieta de Japón, se realizó el 20 de julio de 2025 para elegir a 124 de los 248 miembros de dicha Cámara por un período de seis años.

## Sistema electoral
Las elecciones a la Cámara de Consejeros se celebran cada tres años. Los concejales ejercen un mandato de seis años y la mitad de la cámara se elige en cada elección. Los concejales que se presentarán a las elecciones de 2025 fueron elegidos por última vez en 2019.
Al igual que en la Cámara de Representantes, las elecciones para la Cámara de Consejeros se realizan mediante votación paralela. Setenta y cuatro de los 124 concejales en estas elecciones se eligen en distritos uninominales o plurinominales correspondientes a las prefecturas de Japón, utilizando el sistema de mayoría simple (FPTP) en los distritos uninominales y el sistema de voto único no transferible (SNTV) en los distritos prefecturales plurinominales. Los 50 concejales restantes se eligen en un distrito único nacional mediante el sistema de representación proporcional de lista abierta por el sistema D'Hondt. Cada distrito prefectural elige al menos un concejal en cada elección, lo que significa que cada distrito tiene al menos dos concejales en total. El número de concejales asignados a cada distrito prefectural se basa en la población; por ejemplo, Tokio tiene un total de doce concejales, de los cuales seis son elegidos en cada elección. Cabe destacar también que algunas prefecturas se "combinan" en una sola para corregir la disparidad en el valor de un voto. Desde 2016, las prefecturas de Tottori y Shimane, y las de Tokushima y Kōchi, respectivamente, se han fusionado en distritos electorales únicos. Si bien los votantes pueden emitir su voto preferencial por candidatos específicos en las elecciones proporcionales, desde 2018 los partidos pueden priorizar a ciertos candidatos para obtener escaños asignados, por delante de los candidatos más votados. No existe una barrera electoral que los partidos deban cumplir para obtener escaños en el componente proporcional.

## Partidos políticos
| Partidos | Partidos                                    | Líder                                     | Ideología                                  | Escaños         | Escaños              | Estado               |
| Partidos | Partidos                                    | Líder                                     | Ideología                                  | Última elección | Antes de la elección | Estado               |
| -------- | ------------------------------------------- | ----------------------------------------- | ------------------------------------------ | --------------- | -------------------- | -------------------- |
|          | Partido Liberal Democrático                 | Shigeru Ishiba                            | Conservadurismo Nacionalismo japonés       | 119/248         | 115/248              | Coalición gobernante |
|          | Partido Constitucional Democrático de Japón | Yoshihiko Noda                            | Liberalismo                                | 39/248          | 38/248               | Oposición            |
|          | Kōmeitō                                     | Tetsuo Saito                              | Democracia budista Conservadurismo social  | 27/248          | 27/248               | Coalición gobernante |
|          | Asociación Japonesa de Innovación           | Hirofumi Yoshimura Seiji Maehara          | Populismo de derecha Liberalismo económico | 21/248          | 20/248               | Oposición            |
|          | Partido Comunista de Japón                  | Tomoko Tamura                             | Comunismo Socialismo democrático           | 11/248          | 11/248               | Oposición            |
|          | Partido Democrático para el Pueblo          | Yuichiro Tamaki                           | Conservadurismo                            | 10/248          | 9/248                | Oposición            |
|          | Reiwa Shinsengumi                           | Tarō Yamamoto                             | Progresismo Populismo de izquierda         | 5/248           | 5/248                | Oposición            |
|          | Partido Colaborativo (Partido NHK)          | Ayaka Otsu/ Takashi Tachibana (disputado) | Varía en cada facción                      | 2/248           | 0/248                | Oposición            |
|          | Partido Socialdemócrata                     | Mizuho Fukushima                          | Socialdemocracia                           | 1/248           | 2/248                | Oposición            |
|          | Sanseitō                                    | Sōhei Kamiya                              | Ultraconservadurismo Populismo de derecha  | 1/248           | 2/248                | Sin afiliación       |

## Antecedentes

### Elección previa
Las elecciones generales de octubre de 2024 resultaron en la pérdida de la mayoría de la coalición gobernante del Partido Liberal Democrático-Kōmeitō en la Cámara de Representantes bajo el liderazgo del primer ministro Shigeru Ishiba, con la posibilidad de que la coalición gobernante sufra otra "derrota importante" en las elecciones a la Cámara de Consejeros si los partidos de oposición unen a sus candidatos.